# Philip Cluwer
Philip Cluwer (Clüver, Cluvier ou Cluverius, né en 1580 à Dantzig et mort le 31 décembre 1622 à Leyde) est un géographe et historien allemand.
Il possède presque toutes les langues de l'Europe. Il voyage en Angleterre, en France, en Saint-Empire, en Italie. Il enseigne à Leyde, et y meurt en 1622.

## Ouvrages les plus importants
- Germania antiqua, Leyde, 1616, 1 volume in-folio ;
- Siciliae Antiquae libri duo', 1619 ;
- Sardinia et Corsica Antiqua, 1619 ;
- Italia antiqua, 1624, 2 volumes in-folio (posthume) ;
- Introductio in Universam Geographiam, 1629, in-12, traduit en français par le P. Philippe Labbe, sous le titre de Géographie royalle (1646).